# Neolophonotus gravicauda
Neolophonotus gravicauda là một loài ruồi trong họ Asilidae. Neolophonotus gravicauda được Londt miêu tả năm 1988. Loài này phân bố ở vùng nhiệt đới châu Phi.